# American Phytopathological Society
Die American Phytopathological Society (APS) ist eine internationale wissenschaftliche Organisation, die sich dem Studium der Pflanzenkrankheiten (Phytopathologie) widmet. APS fördert die Weiterentwicklung moderner Konzepte in der Wissenschaft der Pflanzenpathologie und im Pflanzengesundheitsmanagement in Landwirtschaft, Stadt und Wald. Die Vereinigung entspricht der Deutschen Phytomedizinischen Gesellschaft (DPG); Doppelmitgliedschaften sind möglich.

## Geschichte
Die Gesellschaft wurde im Dezember 1908 gegründet. Das erste regelmäßige Treffen fand im Dezember 1909 statt. Es war die erste wissenschaftliche Organisation der Welt, die sich ausschließlich der Phytopathologie widmete.
Die APS hat weltweit nahezu 5000 Pflanzenpathologen und Wissenschaftler als Mitglieder. Es ist die älteste und größte Organisation ihrer Art weltweit. Die APS bietet Informationen und Weiterbildung über die Entwicklungen und Forschungsfortschritte in der Pflanzengesundheitswissenschaft durch seine Zeitschriften und Veranstaltungen an.

## Journals
- Phytopathology ISSN 0031-949X
- Plant Disease ISSN 0191-2917
- Molecular Plant-Microbe Interactions ISSN 0894-0282
- Plant Health Progress ISSN 1535-1025
- Plant Health Instructor ISSN 1935-9411
- Phytobiomes Journal ISSN 2471-2906